# Sara Battaglia
Pour les articles homonymes, voir Battaglia.
Sara Battaglia est une karatéka italienne née le 14 juin 1986 à Bergame. Elle est surtout connue pour avoir remporté l'épreuve de kata féminin individuel aux championnats du monde de karaté 2006 à Tampere, en Finlande.

## Palmarès

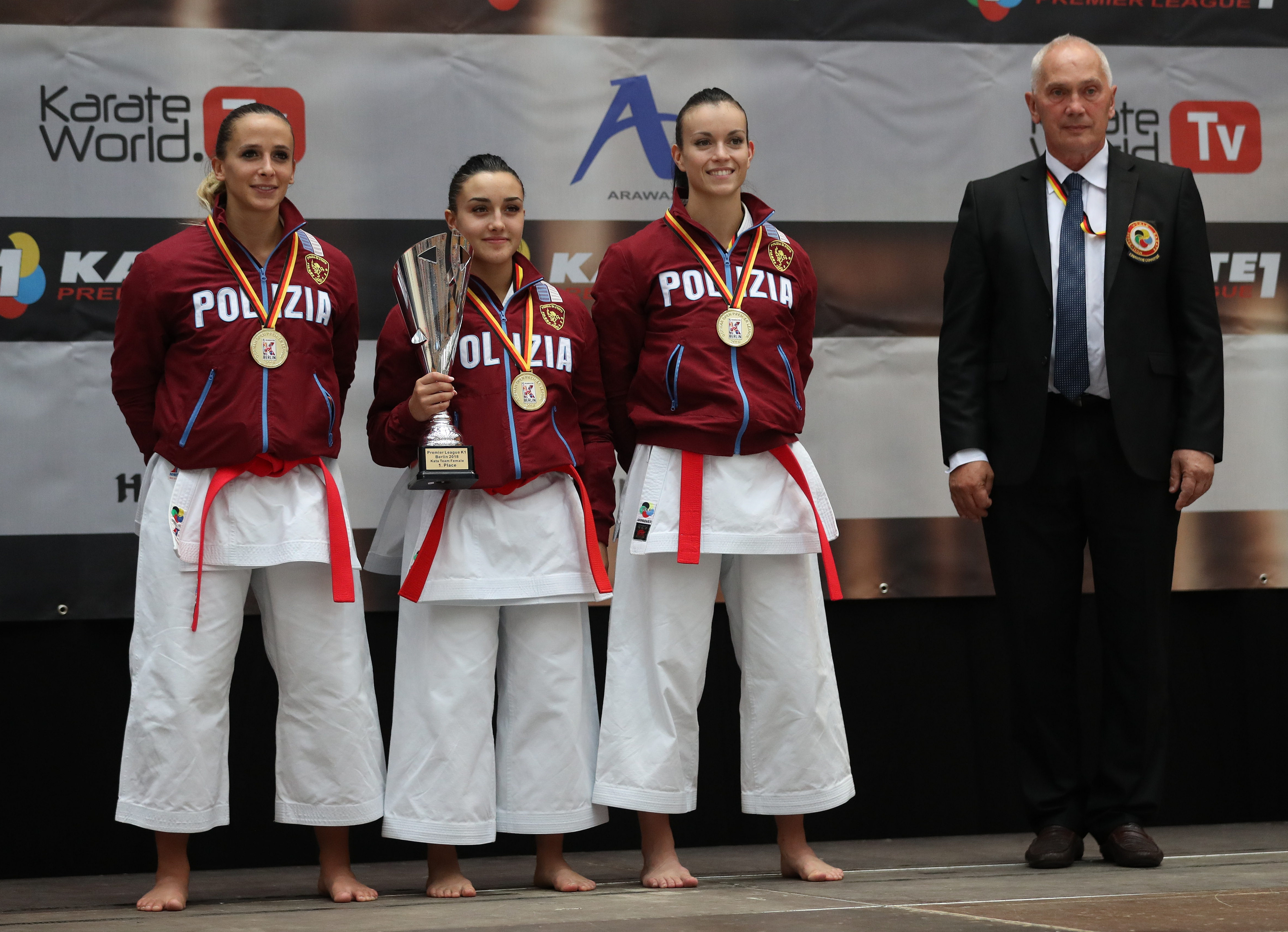
De gauche à droite : Sara Battaglia, Carola Casale et Michela Pezzetti, médailles d'or de kata par équipe féminin lors du tournoi Karaté1 Premier League de 2018 à Berlin.

| Résultat           | Date             | Épreuve         | Catégorie | Compétition                                  | Ville hôte                         |
| ------------------ | ---------------- | --------------- | --------- | -------------------------------------------- | ---------------------------------- |
| Médaille de bronze | Février 2003     | Kata individuel | Cadets    | Championnats d'Europe juniors et cadets 2003 | Wrocław, en Pologne                |
| Médaille d'argent  | Octobre 2003     | Kata individuel | Cadets    | Championnats du monde juniors et cadets 2003 | Marseille, en France               |
| Médaille de bronze | Février 2004     | Kata individuel | Cadets    | Championnats d'Europe juniors et cadets 2004 | Rijeka, en Croatie                 |
| Médaille de bronze | Février 2005     | Kata individuel | Juniors   | Championnats d'Europe juniors et cadets 2005 | Thessalonique, en Grèce            |
| Médaille d'argent  | Novembre 2005    | Kata individuel | Juniors   | Championnats du monde juniors et cadets 2005 | Limassol, à Chypre                 |
| Médaille d'or      | Novembre 2005    | Kata par équipe | Juniors   | Championnats du monde juniors et cadets 2005 | Limassol, à Chypre                 |
| Médaille de bronze | Février 2006     | Kata individuel | Juniors   | Championnats d'Europe juniors et cadets 2006 | Podgorica, en Serbie-et-Monténégro |
| Médaille d'argent  | Février 2006     | Kata par équipe | Juniors   | Championnats d'Europe juniors et cadets 2006 | Podgorica, en Serbie-et-Monténégro |
| Médaille d'argent  | Mai 2006         | Kata par équipe | Seniors   | Championnats d'Europe 2006                   | Stavanger, en Norvège              |
| Médaille d'or      | Octobre 2006     | Kata individuel | Seniors   | Championnats du monde 2006                   | Tampere, en Finlande               |
| Médaille d'or      | Février 2007     | Kata individuel | Juniors   | Championnats d'Europe juniors et cadets 2007 | Izmir, en Turquie                  |
| Médaille d'or      | Février 2007     | Kata par équipe | Juniors   | Championnats d'Europe juniors et cadets 2007 | Izmir, en Turquie                  |
| 5e place           | Mai 2007         | Kata individuel | Seniors   | Championnats d'Europe 2007                   | Bratislava, en Slovaquie           |
| Médaille d'argent  | Mai 2007         | Kata par équipe | Seniors   | Championnats d'Europe 2007                   | Bratislava, en Slovaquie           |
| Médaille d'argent  | 14 novembre 2008 | Kata individuel | Seniors   | Championnats du monde 2008                   | Tokyo, au Japon                    |
| Médaille de bronze | Novembre 2018    | Kata individuel | Seniors   | Championnats du monde 2018                   | Madrid, en Espagne                 |
| Médaille d'or      | Mai 2018         | Kata par équipe | Seniors   | Championnats d'Europe 2018                   | Novi Sad, en Serbie                |